# Amir Lehavot
Amir Lehavot (hebräisch אמיר להבות; * 7. Mai 1975 bei Tel Aviv-Jaffa) ist ein professioneller israelisch-amerikanischer Pokerspieler. Er gewann 2011 ein Bracelet bei der World Series of Poker.

## Persönliches
Lehavot machte einen Abschluss als Elektroingenieur an der University of Texas in Austin. Er ist der Gründer der Pokerwebsite PokerWit.com. Lehavot ist verheiratet, hat ein Kind und lebt in North Miami Beach.

## Pokerkarriere
Lehavot spielt auf der Onlinepoker-Plattform PokerStars unter dem Nickname AmirSF.
Seine erste Geldplatzierung bei einem Live-Turnier erzielte Lehavot im Juni 2007 in San Francisco. Im Juli 2009 war er erstmals bei der World Series of Poker (WSOP) im Rio All-Suite Hotel and Casino am Las Vegas Strip erfolgreich und belegte im Main Event den 226. Platz. Seinen ersten größeren Gewinn sicherte er sich im Februar 2011, als er beim Main Event der World Poker Tour in Los Angeles den vierten Platz für mehr als 400.000 US-Dollar Preisgeld belegte. Bei der WSOP 2011 gewann er ein Event in der Variante Pot Limit Hold’em und damit knapp 600.000 US-Dollar Preisgeld sowie ein Bracelet. Im Juli 2013 erreichte Lehavot beim WSOP-Main-Event mit dem zweitgrößten Chipstack den Finaltisch, der im November 2013 ausgespielt wurde. Dort landete er auf dem dritten Platz und erhielt ein Preisgeld von mehr als 3,7 Millionen US-Dollar. Beim Main Event der WSOP 2015 agierte Lehavot am Finaltisch als Coach von Neil Blumenfield, der den dritten Platz belegte. Bei der WSOP 2019 belegte Lehavot bei einem Deepstack-Event den zweiten Platz von 3759 Spielern und sicherte sich knapp 230.000 US-Dollar.
Insgesamt hat sich Lehavot mit Poker bei Live-Turnieren mehr als 6 Millionen US-Dollar erspielt und ist damit der erfolgreichste israelische Pokerspieler.